# Судзуки Харунобу
Судзуки Харунобу (яп. 鈴木春信, 1724, Киото-1770) — японский художник, один из лучших представителей живописи укиё-э, первооткрыватель разновидности цветной гравюры нисики-э (яп. 錦絵).

## Биография

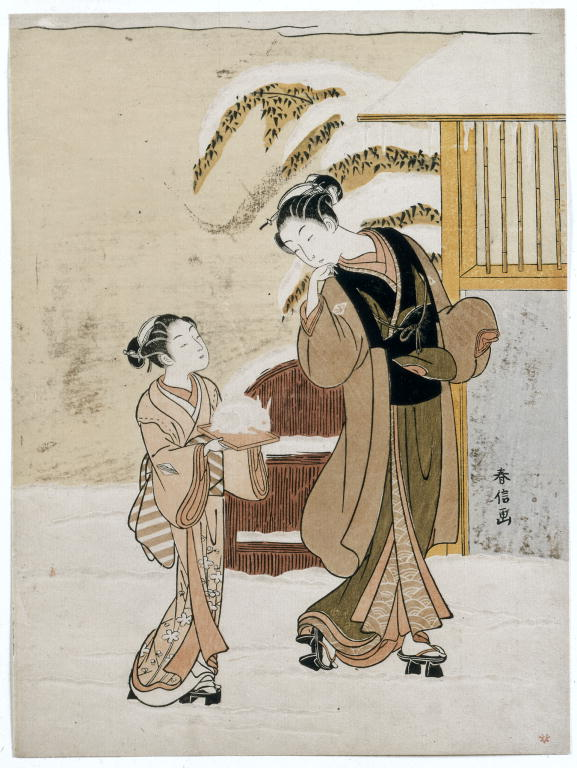
Харунобу. Молодая женщина любуется белым кроликом

Настоящее имя художника — Ходзуми Дзиробэй. Он родился в Эдо (современный Токио), изучал живопись в школе Кано. Потом под влиянием Сигэнага Нисимура и Тории Киёмицу увлёкся ксилографией. Собственный стиль у художника сформировался довольно поздно, но за оставшийся короткий период (около 6 лет) он создал более восьмисот работ и около 20 иллюстированных книг.

## Творчество

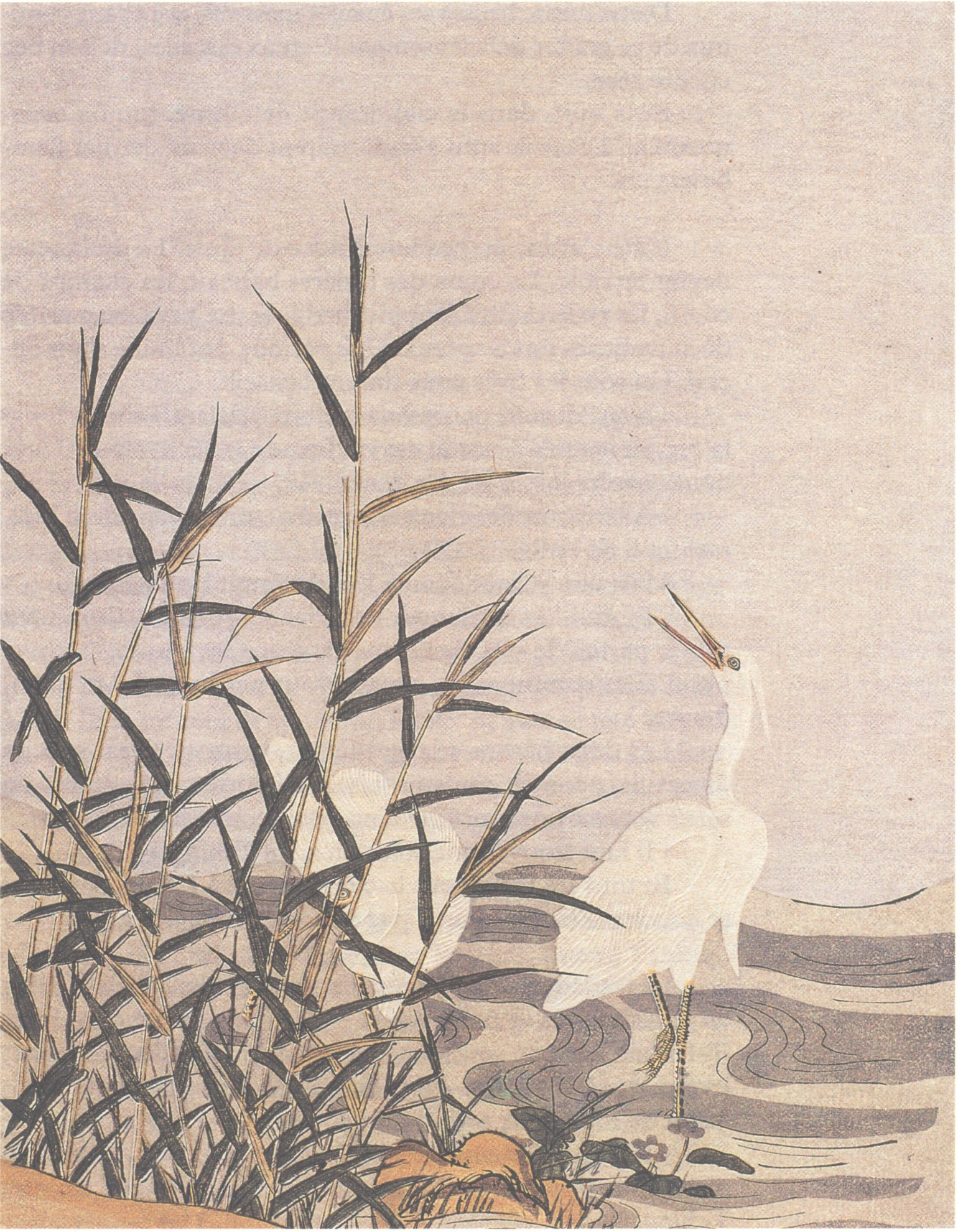
Харунобу. Цапли и тростник

Мастер уличных сценок и эротических сюжетов (сюнга), одним из первых начал писать в 1760-х годах портреты актёров театра кабуки.
О творчестве Харунобу пишет Н. Виноградова в книге «Хокусай и японская гравюра» : «Гравюры Харунобу принесли в
искусство более глубокое и тонкое, чем раньше, выражение эмоционального мира. Он широко использовал цвет и пейзаж для выражения чувств героев своих работ. Он первый сумел выразить состояние героев через условные, тонкие и мягкие оттенки цветов. Харунобу широко и свободно применял в своих гравюрах элементы пейзажа, включая их в общий эмоциональный мир гравюры. Поэтические трактовки пейзажа обогащали работы Харунобу чувством слияния человека и природы в духе японской традиции, но новыми средствами: цветом и линией. Он расширил круг тем и внёс в изображение повседневной жизни небывалые прежде ноты интимности и поэзии. Харунобу посвящал свои гравюры воспеванию поэзии будней, красоты и грации женщин».
С именем художника связано введение в ксилографию полихромного изображения. Технология изготовления гравюр в два-три цвета существовала уже с начала XVIII века. Увлечённый возможностью цветового изображения Харунобу начал печатать девятицветные гравюры с трёх досок, комбинируя три основных цвета — красный, синий и жёлтый, а потом увеличил количество досок до десяти, что позволило применить богатейшую цветовую гамму.

## Влияние
Попав в Европу, гравюры Харунобу оказали влияние на Э. Мане и Э. Дега.
В честь Харунобу назван кратер на Меркурии.